# Януш Адамець
Януш Адамець (пол. Janusz Adamiec, нар. 30 квітня 1962, Катовиці) — польський хокеїст, що грав на позиції крайнього нападника. Грав за збірну команду Польщі.

## Ігрова кар'єра
Професійну хокейну кар'єру розпочав 1983 року.
Усю професійну клубну ігрову кар'єру, що тривала 10 років, провів, захищаючи кольори команди «Напшуд Янув». У складі катовицького клубу провів за всю кар'єру 591 матч та закинув 297 шайб.
У складі національної збірної Польщі провів 98 матчів (27 голів); учасник чемпіонатів світу 1982—1992 років, тричі виступав на зимових Олімпіадах 1984, 1988 та 1992 років.